# František Uldrych (1951)
František Uldrych (* 1951) je bývalý český fotbalista, záložník a útočník.

## Fotbalová kariéra
V československé lize hrál za Slavii Praha. Nastoupil v 18 ligových utkáních a dal 1 ligový gól.

## Ligová bilance
| Ročník                                   | Zápasy | Góly | Klub         |
| ---------------------------------------- | ------ | ---- | ------------ |
| 1. československá fotbalová liga 1972/73 | 16     | 1    | Slavia Praha |
| 1. československá fotbalová liga 1973/74 | 2      | 0    | Slavia Praha |
| CELKEM 1. liga                           | 18     | 1    |              |